# Chủ tịch Chính phủ Nhân dân Khu tự trị dân tộc Choang Quảng Tây
Chủ tịch Chính phủ Nhân dân Khu tự trị dân tộc Choang Quảng Tây (Tiếng Trung Quốc: 广西壮族自治区人民政府主席, Bính âm Hán ngữ: Guǎng Xī Zhuàngzú Zìzhìqū Rénmín Zhèngfǔ Zhǔxí, Quảng Tây Choang tộc tự trị Khu Nhân dân Chính phủ Chủ tịch) được bầu cử bởi Đại hội Đại biểu Nhân dân Khu tự trị dân tộc Choang Quảng Tây, lãnh đạo bởi thành viên của Đảng Cộng sản Trung Quốc. Cán bộ, công chức lãnh đạo, là Chủ tịch Chính phủ Nhân dân Khu tự trị dân tộc Choang Quảng Tây có cấp bậc Chính Tỉnh – Bộ, hàm Bộ trưởng, thường là Ủy viên Ủy ban Trung ương Đảng Cộng sản Trung Quốc các khóa, chức vụ tên gọi khác của Tỉnh trưởng Chính phủ Nhân dân. Chủ tịch Chính phủ Nhân dân Khu tự trị là lãnh đạo thứ hai của Khu tự trị, đứng sau Bí thư Khu ủy. Chủ tịch Chính phủ Nhân dân Khu tự trị dân tộc Choang Quảng Tây đồng thời là Phó Bí thư Khu ủy Khu tự trị dân tộc Choang Quảng Tây.
Trong lịch sử Cộng hòa Nhân dân Trung Hoa, chức vụ Chủ tịch Chính phủ Nhân dân Khu tự trị dân tộc Choang Quảng Tây có các tên gọi là Chủ tịch Chính phủ Nhân dân tỉnh Quảng Tây (1949 – 1954), Tỉnh trưởng Ủy ban Nhân dân tỉnh Quảng Tây (1955 – 1958), Chủ tịch Chính phủ Nhân dân Khu tự trị dân tộc Choang Quảng Tây (1958 – 1968), Chủ nhiệm Ủy ban Cách mạng Khu tự trị dân tộc Choang Quảng Tây (1968 – 1979), và quay lại là Chủ tịch Chính phủ Nhân dân Khu tự trị dân tộc Choang Quảng Tây (1979 đến nay). Tất cả các tên gọi này dù khác nhau nhưng cùng có ý nghĩa là Thủ trưởng Hành chính Khu tự trị dân tộc Choang Quảng Tây, tức nghĩa tương ứng với Tỉnh trưởng Chính phủ Nhân dân.
Chủ tịch Chính phủ Nhân dân Khu tự trị dân tộc Choang Quảng Tây hiện tại là Lam Thiên Lập.

## Lịch sử

### Thời kỳ đầu

Trương Vân Dật (1892 – 1974), Đại tướng Quân Giải phóng Nhân dân Trung Quốc, Chủ tịch Chính phủ Nhân dân tỉnh Quảng Tây (1949 – 1954).

Vào ngày 31 tháng 10 năm 1949, Giải phóng quân Nhân dân Trung Quốc đã phát động Chiến dịch Quảng Tây, với tư lệnh là Nguyên soái Cộng hòa Nhân dân Trung Hoa Lâm Bưu. Lần lượt các nơi được giành lại cho Cộng hòa Nhân Dân Trung Hoa, giành thành phố Quế Lâm, thủ phủ của tỉnh Quảng Tây vào ngày 22 tháng 11, giành lại, Nam Ninh ngày 4 tháng 12 và giành lại Nam Quan (友谊关, Hữu Nghị Quan Trung Quốc – Việt Nam), kết thúc chiến dịch. Vào tháng 2 năm 1950, Chính phủ Nhân dân tỉnh Quảng Tây được thành lập tại Nam Ninh, với Trương Vân Dật (1892 – 1974) là Chủ tịch đầu tiên. Ông lãnh đạo Quảng Tây giai đoạn 1949 – 1954. Vào năm 1955, ông được thụ phong hàm Đại tướng Quân Giải phóng Nhân dân Trung Quốc (Thập Đại tướng), điều chuyển vị trí công tác rời Quảng Tây.
Người kế nhiệm Đại tướng Quân Giải phóng Nhân dân Trung Quốc Trương Vân Dật là Thượng tướng Quân Giải phóng Nhân dân Trung Quốc Vi Quốc Thanh, Thủ trưởng hành chính Quảng Tây giai đoạn 1954 – 1975. Vào ngày 5 tháng 3 năm 1958, tỉnh Quảng Tây được đổi thành Khu tự trị Quảng Tây theo đề nghị của Thủ tướng Chu Ân Lai, bởi đây là nơi sống của người Tráng dù chỉ là thiểu số đối với người Hán. Quảng Tây trở thành một Khu tự trị (Trung Quốc). Năm 1965, Khâm Châu một lần nữa được chuyển từ tỉnh Quảng Đông đến Quảng Tây. Vào ngày 12 tháng 10 năm 1965, được phê chuẩn bởi Quốc vụ viện Cộng hòa Nhân dân Trung Hoa, Khu tự trị Quảng Tây được đổi tên thành Khu tự trị dân tộc Choang Quảng Tây. Vi Quốc Thanh trong 21 năm thủ trưởng Quảng Tây lần lượt giữ chức vụ Tỉnh trưởng Ủy ban Nhân dân tỉnh Quảng Tây (1954 – 1958), Chủ tịch Chính phủ Nhân dân Khu tự trị dân tộc Choang Quảng Tây (1958 – 1968), Chủ nhiệm Ủy ban Cách mạng Khu tự trị dân tộc Choang Quảng Tây (1968 – 1975). Về sau, ông được bầu làm Ủy viên Bộ Chính trị Đảng Cộng sản Trung Quốc, Lãnh đạo cấp Phó Quốc gia. Trong 20 năm lãnh đạo Quảng Tây, ông đã tiến hành các cuộc điều tra và nghiên cứu chuyên sâu theo đường lối, chỉ thị và chính sách của Ủy ban Trung ương Đảng Cộng sản Trung Quốc, kết hợp với các điều kiện thực tế của Quảng Tây, đẩy nhanh việc xây dựng Quảng Tây. Ông chỉ đạo sản xuất công nghiệp và nông nghiệp tại Quảng Tây, đạt được tiến bộ lớn.

### Từ 1979
Vào tháng 12 năm 1979, Chính phủ Nhân dân Khu tự trị dân tộc Choang Quảng Tây đã được tổ chức lại. Từ đó đến nay, các Chủ tịch Chính phủ Nhân dân Khu tự trị dân tộc Choang Quảng Tây là Diễm Ứng Cơ, Vi Thuần Thúc, Thành Khắc Kiệt, Lý Triệu Chước, Lục Binh, Mã Biểu và Trần Vũ.

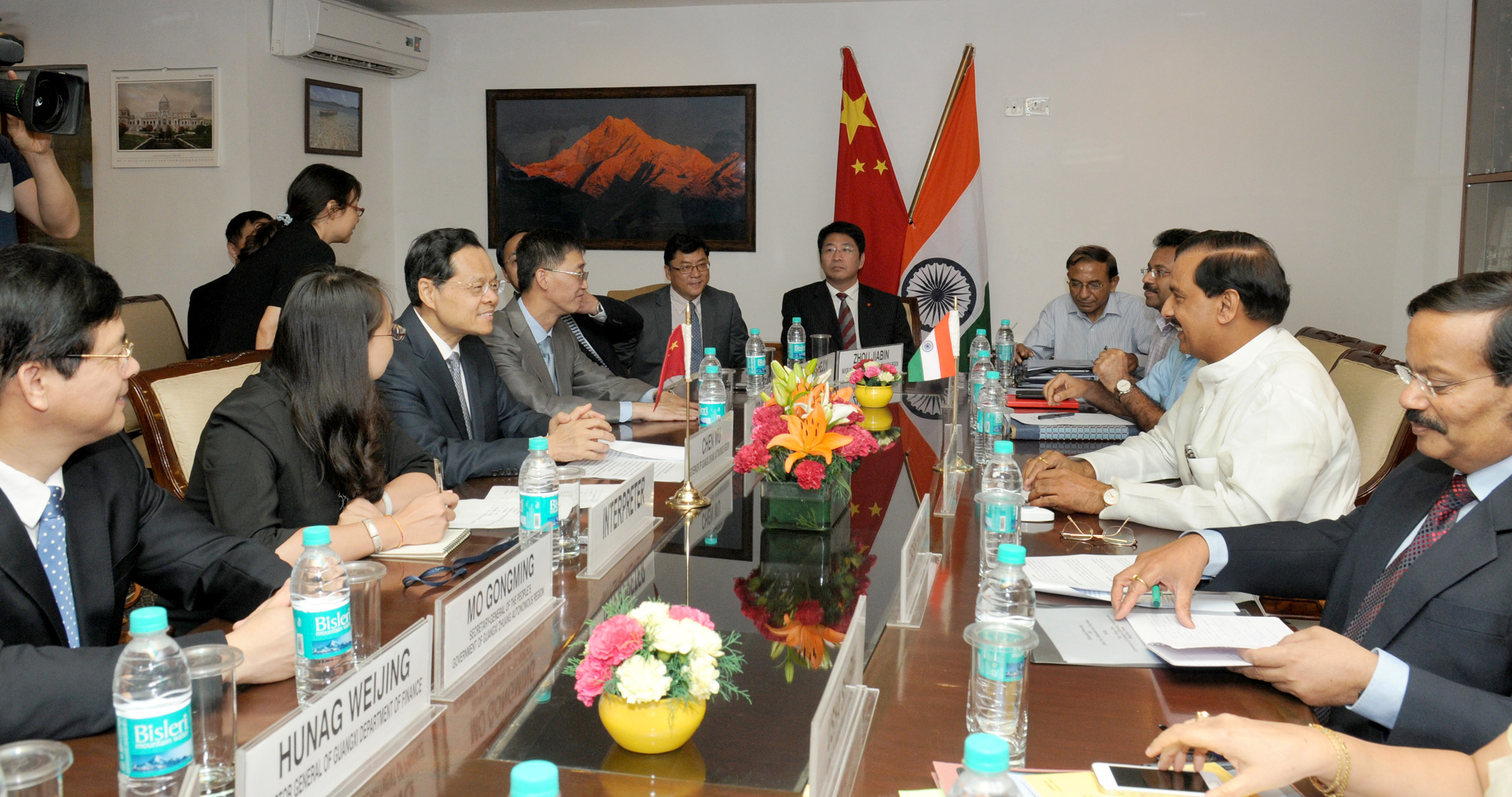
Trần Vũ (1954 -) bên trái, đương nhiệm Chủ tịch Chính phủ Nhân dân Khu tự trị dân tộc Choang Quảng Tây trong cuộc đàm phán đầu tư cùng Dr. Mahesh Sharma, Bộ trưởng Nhà nước Bộ Môi trường, Rừng và Biến đổi khí hậu Ấn Độ.

Hiện tại, Mã Biểu là Phó chủ tịch Ủy ban Toàn quốc Hội nghị Hiệp thương Chính trị Nhân dân Trung Quốc (chín vị trí đầu của Chính Hiệp) và Trần Vũ là Chủ tịch Chính phủ Nhân dân Khu tự trị dân tộc Choang Quảng Tây đương nhiệm, cả hai đều là Ủy viên Ủy ban Trung ương Đảng Cộng sản Trung Quốc khóa XIX.
Từ năm 1979 đến nay, các Chủ tịch Chính phủ Nhân dân Khu tự trị dân tộc Choang Quảng Tây đều có quê quán Quảng Tây và là người Tráng, không trở thành Bí thư Khu ủy Khu tự trị dân tộc Choang Quảng Tây, thường được đưa về Trung ương làm Ủy viên Thường vụ Hội nghị Hiệp thương Chính trị Nhân dân Trung Quốc, Ủy viên Ủy ban Thường vụ Đại hội Đại biểu Nhân dân Toàn quốc Cộng hòa Nhân dân Trung Hoa trước khi nghỉ hưu. Chủ tịch Chính phủ Nhân dân Khu tự trị dân tộc Choang Quảng Tây là lãnh đạo vị trí thư hai của Khu tự trị, đứng sau Bí thư Khu ủy Khu tự trị dân tộc Choang Quảng Tây, Bí thư là người Hán.
Trong số các Chủ tịch Chính phủ Nhân dân Khu tự trị dân tộc Choang Quảng Tây, có Thành Khắc Kiệt, vi phạm pháp luật tham nhũng nghiêm trọng. Trong khoảng thời gian từ năm 1994 đến năm 1997, Thành Khắc Kiệt nhận hối lộ tổng cộng 41,09 triệu nhân dân tệ (thực tế nhiều hơn nhiều lần) từ các đợt khoản vay của Ngân hàng Xây dựng Trung Quốc và Ngân hàng Công Thương Trung Quốc, công ty quốc nội, doanh nhân Hồng Kông trong các đợt hối lộ để đấu thầu, kinh doanh bất động sản tại Quảng Tây. Năm 2000, Thành Khắc Kiệt bị cách chức, khai trừ khỏi Đảng Cộng sản Trung Quốc, kết án tử hình, chết bởi tiêm.
Năm 2018, Quảng Tây đông thứ mười một về số dân, đứng thứ mười tám về kinh tế Trung Quốc với 48,8 triệu dân, tương đương với Colombia, Tây Ban Nha và GDP đạt 2.040 tỉ NDT (303,7 tỉ USD) tương ứng với Pakistan.

## Danh sách Chủ tịch Chính phủ Nhân dân Khu tự trị dân tộc Choang Quảng Tây
Từ năm 1949 tính đến hiện tại, Chính phủ Nhân dân Khu tự trị dân tộc Choang Quảng Tây có 11 Chủ tịch Chính phủ Nhân dân.
| STT                                                                           | Tên                                                      | Quê quán                                                 | Sinh năm                                                 | Dân tộc                                                  | Nhiệm kỳ                                                 | Chức vụ về sau (gồm hiện) | Chức vụ trước, tình trạng                                                                 |
| Chủ tịch Chính phủ Nhân dân tỉnh Quảng Tây (1949 – 1954)                      | Chủ tịch Chính phủ Nhân dân tỉnh Quảng Tây (1949 – 1954) | Chủ tịch Chính phủ Nhân dân tỉnh Quảng Tây (1949 – 1954) | Chủ tịch Chính phủ Nhân dân tỉnh Quảng Tây (1949 – 1954) | Chủ tịch Chính phủ Nhân dân tỉnh Quảng Tây (1949 – 1954) | Chủ tịch Chính phủ Nhân dân tỉnh Quảng Tây (1949 – 1954) | Chủ tịch Chính phủ Nhân dân tỉnh Quảng Tây (1949 – 1954) | Chủ tịch Chính phủ Nhân dân tỉnh Quảng Tây (1949 – 1954)                                  |
| ----------------------------------------------------------------------------- | -------------------------------------------------------- | -------------------------------------------------------- | -------------------------------------------------------- | -------------------------------------------------------- | -------------------------------------------------------- | --- | ----------------------------------------------------------------------------------------- |
| 1                                                                             | Trương Vân Dật                                           | Văn Xương Hải Nam                                        | 1892 1974                                                | Người Hán                                                | 12/1949 – 03/1954                                        | Đại tướng Quân Giải phóng Nhân dân Trung Quốc, Nguyên Bí thư Tỉnh ủy tỉnh Quảng Tây, Nguyên Ủy viên Ủy ban Quân sự Cách mạng Nhân dân Trung ương Trung Quốc (đã chuyển thể). Nguyên Phó Bí thư Ủy ban Giám sát Trung ương Đảng Cộng sản Trung Quốc. | Thủ trưởng hành chính đầu tiên của Quảng Tây. Qua đời năm 1974 tại Bắc Kinh.              |
| Tỉnh trưởng Ủy ban Nhân dân tỉnh Quảng Tây (1954 – 1958)                      |                                                          |                                                          |                                                          |                                                          |                                                          | |                                                                                           |
| 2                                                                             | Vi Quốc Thanh                                            | Đông Lan Quảng Tây                                       | 1913 1989                                                | Người Tráng                                              | 03/1954 – 08/1958                                        | Thượng tướng Quân Giải phóng Nhân dân Trung Quốc, Nguyên Ủy viên Bộ Chính trị Đảng Cộng sản Trung Quốc, Nguyên Bí thư thứ nhất Tỉnh ủy tỉnh Quảng Đông, Nguyên Bí thư Khu ủy Khu tự trị dân tộc Choang Quảng Tây, Nguyên Chủ nhiệm Ủy ban Cách mạng tỉnh Quảng Đông, | Mất năm 1989 tại Bắc Kinh.                                                                |
| Chủ tịch Chính phủ Nhân dân Khu tự trị dân tộc Choang Quảng Tây (1958 – 1968) |                                                          |                                                          |                                                          |                                                          |                                                          | |                                                                                           |
| 2                                                                             | Vi Quốc Thanh                                            | Đông Lan Quảng Tây                                       | 1913 1989                                                | Người Tráng                                              | 03/1958 – 08/1968                                        | Thượng tướng Quân Giải phóng Nhân dân Trung Quốc, Nguyên Ủy viên Bộ Chính trị Đảng Cộng sản Trung Quốc, Nguyên Bí thư thứ nhất Tỉnh ủy tỉnh Quảng Đông, Nguyên Bí thư Khu ủy Khu tự trị dân tộc Choang Quảng Tây, Nguyên Chủ nhiệm Ủy ban Cách mạng tỉnh Quảng Đông, | Mất năm 1989 tại Bắc Kinh.                                                                |
| Chủ nhiệm Ủy ban Cách mạng Khu tự trị dân tộc Choang Quảng Tây (1968 – 1979)  |                                                          |                                                          |                                                          |                                                          |                                                          | |                                                                                           |
| 2                                                                             | Vi Quốc Thanh                                            | Đông Lan Quảng Tây                                       | 1913 1989                                                | Người Tráng                                              | 08/1968 – 10/1975                                        | Thượng tướng Quân Giải phóng Nhân dân Trung Quốc, Nguyên Ủy viên Bộ Chính trị Đảng Cộng sản Trung Quốc, Nguyên Phó Ủy viên trưởng Ủy ban Thường vụ Đại hội Đại biểu Nhân dân Toàn quốc, Nguyên Bí thư thứ nhất Tỉnh ủy tỉnh Quảng Đông, Nguyên Bí thư Khu ủy Khu tự trị dân tộc Choang Quảng Tây, Nguyên Chủ nhiệm Ủy ban Cách mạng tỉnh Quảng Đông, Nguyên Chủ nhiệm Tổng cục Chính trị Quân Giải phóng Nhân dân Trung Quốc, Nguyên Phó Chủ tịch Ủy ban Toàn quốc Hội nghị Hiệp thương Chính trị Nhân dân Trung Quốc, Nguyên Chính ủy Quân khu Quảng Châu. | Mất năm 1989 tại Bắc Kinh.                                                                |
| 3                                                                             | An Bình Sinh                                             | Tây An Thiểm Tây                                         | 1917 1999                                                | Người Hán                                                | 10/1975 – 02/1977                                        | Nguyên Bí thư Tỉnh ủy tỉnh Vân Nam. Nguyên Ủy viên Ủy ban Cố vấn Trung ương Đảng Cộng sản Trung Quốc. | Mất năm 1999 tại Bắc Kinh.                                                                |
| 4                                                                             | Kiều Hiểu Quang                                          | Quảng Tông Hà Bắc                                        | 1918 2003                                                | Người Hán                                                | 02/1977 – 12/1979                                        | Nguyên Bí thư Khu ủy Khu tự trị dân tộc Choang Quảng Tây, Nguyên Đại sứ Trung Quốc tại Triều Tiên. | Qua đời năm 2003 tại Bắc Kinh.                                                            |
| Chủ tịch Chính phủ Nhân dân Khu tự trị dân tộc Choang Quảng Tây (1979 – nay)  |                                                          |                                                          |                                                          |                                                          |                                                          | |                                                                                           |
| 5                                                                             | Diễm Ứng Cơ                                              | Đông Lan Quảng Tây.                                      | 1915 1992                                                | Người Tráng                                              | 12/1979 – 04/1983                                        | Nguyên Ủy viên Ủy ban Cố vấn Trung ương Đảng Cộng sản Trung Quốc. | Qua đời năm 1992 ở Nam Ninh.                                                              |
| 6                                                                             | Vi Thuần Thúc                                            | Tượng ChâuQuảng Tây                                      | 1922 2016                                                | Người Tráng                                              | 04/1983 – 01/1990                                        | Nguyên Ủy viên Ủy ban Cố vấn Trung ương Đảng Cộng sản Trung Quốc. | Qua đời năm 2016 ở Nam Ninh.                                                              |
| 7                                                                             | Thành Khắc Kiệt                                          | Nam Ninh Quảng Tây                                       | 1933                                                     | Người Tráng                                              | 01/1990 – 01/1998                                        | Nguyên Phó Ủy viên trưởng Ủy ban Thường vụ Đại hội Đại biểu Nhân dân Toàn quốc. | Ông đã vi phạm nghiêm trọng luật pháp, nhận hối lộ và bị kết án tử hình năm 2000.         |
| 8                                                                             | Lý Triệu Chước                                           | Bình Quả, Quảng Tây                                      | 1944                                                     | Người Tráng                                              | 01/1998 – 04/2003                                        | Nguyên Phó chủ tịch Ủy ban Toàn quốc Hội nghị Hiệp thương Chính trị Nhân dân Trung Quốc. | Trước đó là Bí thư Thành ủy thành phố Nam Ninh.                                           |
| 9                                                                             | Lục Binh                                                 | Vũ Minh Quảng Tây.                                       | 1944                                                     | Người Tráng                                              | 04/2003 – 12/2007                                        | Nguyên Ủy viên Ủy ban Thường vụ Đại hội Đại biểu Nhân dân Toàn quốc Cộng hòa Nhân dân Trung Hoa. | Trước đó là Bí thư Ủy ban Chính trị Pháp luật Khu ủy Khu tự trị dân tộc Choang Quảng Tây. |
| 10                                                                            | Mã Biểu                                                  | Điền Dương Quảng Tây.                                    | 1954                                                     | Người Tráng                                              | 12/2007 – 04/2013                                        | Ủy viên Ủy ban Trung ương Đảng Cộng sản Trung Quốc khóa XIX, Phó chủ tịch Ủy ban Toàn quốc Hội nghị Hiệp thương Chính trị Nhân dân Trung Quốc. | Trước đó là Bí thư Thành ủy thành phố Nam Ninh.                                           |
| 11                                                                            | Trần Vũ.                                                 | Sùng Tả Quảng Tây                                        | 1954                                                     | Người Tráng                                              | 04/2013 – 10/2020                                        | Ủy viên Ủy ban Trung ương Đảng Cộng sản Trung Quốc khóa XIX, Nguyên Phó Bí thư Khu ủy Khu tự trị dân tộc Choang Quảng Tây, Nguyên Chủ tịch Chính phủ Nhân dân Khu tự trị dân tộc Choang Quảng Tây. | Trước đó là Bí thư Thành ủy thành phố Nam Ninh.                                           |
| 12                                                                            | Lam Thiên Lập                                            | Hà Trì, Quảng Tây                                        | 1962                                                     | Người Tráng                                              | 10/2020                                                  | Ủy viên dự khuyết Ủy ban Trung ương Đảng Cộng sản Trung Quốc khóa XIX, Phó Bí thư Khu ủy Khu tự trị dân tộc Choang Quảng Tây, Chủ tịch Chính phủ Nhân dân Khu tự trị dân tộc Choang Quảng Tây. | Trước đó là Chủ tịch Chính Hiệp Quảng Tây.                                                |

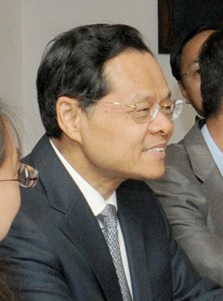
Trần Vũ (1954 -), Ủy viên Ủy ban Trung ương Đảng Cộng sản Trung Quốc khóa XIX, Chủ tịch Chính phủ Nhân dân Khu tự trị dân tộc Choang Quảng Tây (2013 – 2020).
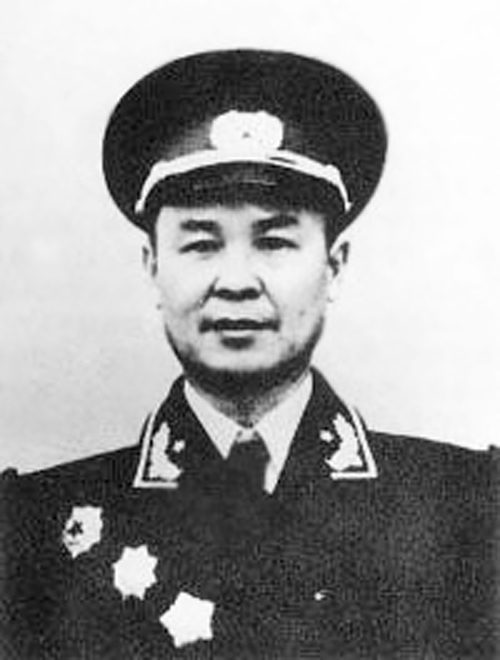
Vi Quốc Thanh (1913 – 1989), Thượng tướng Quân Giải phóng Nhân dân Trung Quốc, nguyên Ủy viên Bộ Chính trị Đảng Cộng sản Trung Quốc, nguyên Phó Ủy viên trưởng Ủy ban Thường vụ Đại hội Đại biểu Nhân dân Toàn quốc, nguyên Bí thư Tỉnh ủy tỉnh Quảng Đông, Chủ tịch Chính phủ Nhân dân Khu tự trị dân tộc Choang Quảng Tây (1968 – 1979).
Trương Vân Dật (1892 – 1974), Đại tướng Quân Giải phóng Nhân dân Trung Quốc, nguyên Chủ tịch Chính phủ Nhân dân tỉnh Quảng Tây (1949 – 1954).Trương Vân Dật (1892 – 1974), Đại tướng Quân Giải phóng Nhân dân Trung Quốc, nguyên Chủ tịch Chính phủ Nhân dân tỉnh Quảng Tây (1949 – 1954).

## Tên gọi khác của chức vụ Chủ tịch Chính phủ Nhân dân Khu tự trị

#### Chủ tịch Chính phủ Nhân dân tỉnh Quảng Tây (1949 – 1955)

Quảng Tây

- Trương Vân Dật, nguyên Chủ tịch Chính phủ Nhân dân tỉnh Quảng Tây (1949 – 1954).

#### Tỉnh trưởng Ủy ban Nhân dân tỉnh Quảng Tây (1955 – 1958)
- Vi Quốc Thanh, nguyên Chủ tịch Chính phủ Nhân dân Khu tự trị dân tộc Choang Quảng Tây (1955 – 1959).

#### Chủ nhiệm Ủy ban Cách mạng Khu tự trị dân tộc Choang Quảng Tây (1968 – 1979)
- Vi Quốc Thanh, nguyên Chủ nhiệm Ủy ban Cách mạng Khu tự trị dân tộc Choang Quảng Tây (1968 – 1975).
- An Bình Sinh, nguyên Chủ nhiệm Ủy ban Cách mạng Khu tự trị dân tộc Choang Quảng Tây (1975 – 1977).
- Kiều Hiểu Quang, nguyên Chủ nhiệm Ủy ban Cách mạng Khu tự trị dân tộc Choang Quảng Tây (1977 – 1979).

## Các lãnh đạo cao cấp Trung Quốc từng là Thủ trưởng hành chính Quảng Tây

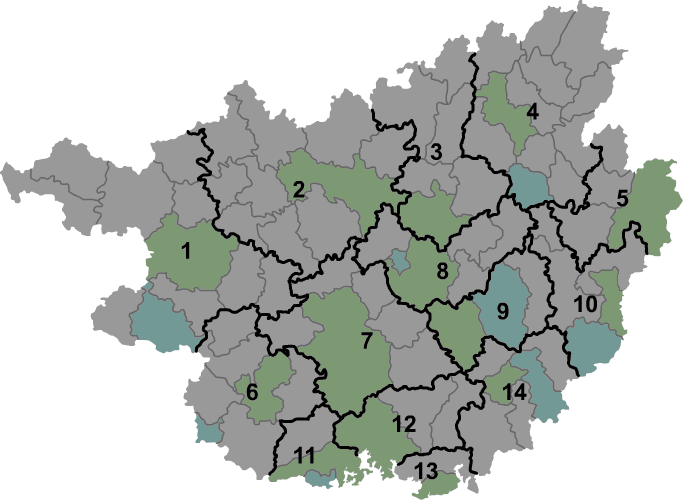
Bản đồ Quảng Tây

Trong quãng thời gian từ năm 1949 đến nay, Chính phủ Nhân dân Khu tự trị dân tộc Choang Quảng Tây với Vi Quốc Thanh là thủ trưởng hành chính cao cấp nhất từng có, lãnh đạo hành chính Quảng Tây từ năm 1954 đến năm 1975, hơn hai mươi năm.
- Vi Quốc Thanh (1913 – 1989), Thượng tướng Quân Giải phóng Nhân dân Trung Quốc, nguyên Ủy viên Bộ Chính trị Đảng Cộng sản Trung Quốc, nguyên Phó Ủy viên trưởng Ủy ban Thường vụ Đại hội Đại biểu Nhân dân Toàn quốc, nguyên Bí thư Tỉnh ủy tỉnh Quảng Đông, nguyên Chủ nhiệm Tổng cục Chính trị Quân Giải phóng Nhân dân Trung Quốc, nguyên Phó Chủ tịch Ủy ban Toàn quốc Hội nghị Hiệp thương Chính trị Nhân dân Trung Quốc. Chức vụ của ông ở cấp Phó Quốc gia.

Ngoài ra, thủ trưởng hành chính Quảng Tây đầu tiên là Trương Vân Dật (1892 – 1974), một trong Thập Đại tướng Quân Giải phóng Nhân dân Trung Quốc.